# Хавкін Самуїл Тевельович
Самуїл Тевельович Хавкін (30 жовтня 1893, місто Рогачов Могильовської губернії, тепер Гомельської області, Білорусь — 9 грудня 1976, місто Москва, тепер Російська Федерація) — радянський державний і партійний діяч, в.о. голови виконавчого комітету Красноярської крайової ради. Член Комісії партійного контролю при ЦК ВКП(б) у 1934—1938 роках.

## Життєпис
Народився в єврейській родині теслі. У 1905—1907 роках — учень в кравецькій майстерні Іоффе в місті Рогачові.
У 1907—1910 роках — кравець в кравецьких майстернях Піпкіна і Донде в місті Луганську, на станціях Алчевська, Лозова, Балівка Катерининської залізниці. У 1910—1914 роках — кравець в кравецьких майстернях Елькіна, Конторовського і Альтшуллера в місті Гомелі.
Член РСДРП(б) з березня 1911 року.
У 1914—1917 роках — кравець в кравецьких майстернях Фарберова, Рішфельда, братів Дрезден в місті Самарі та на станції Лозова.
У квітні 1917 — березні 1918 року — голова фабричного комітету фабрики Альшиновського, член бюро Київського міського комітету РСДРП(б).
У березні 1918 — січні 1919 року — голова Поліського підпільного обласного комітету РКП(б) і революційного комітету.
У січні 1919 — вересні 1920 року — комісар відділу праці, заступник голови Гомельського губернського комітету РКП(б).
У вересні — грудні 1920 року — організатор профспілок у Київському губернському комітеті КП(б)У.
У грудні 1920 — листопаді 1921 року — начальник Гомельського губернського відділу військових заготівель, член президії Гомельської губернської ради народного господарства.
У листопаді 1921 — жовтні 1923 року — відповідальний секретар Клинцовського повітового комітету РКП(б) Гомельської губернії.
У листопаді 1923 — грудні 1924 року — заступник директора тресту швейної промисловості «Швейтрест», завідувач Поліського торгового акціонерного товариства «Полісторг» у Москві. У 1924—1925 роках — слухач вечірнього робітничого факультету імені Покровського в Москві.
У січні 1925 — серпні 1926 року — відповідальний секретар Бюро закордонних осередків ЦК ВКП(б) у Москві.
У вересні 1926 — жовтні 1928 року — відповідальний партійний працівник Північно-Маньчжурського комітету ВКП(б) у Маньчжурії (Китаї).
У жовтні 1928 — жовтні 1929 року — відповідальний секретар Сретенського окружного комітету ВКП(б) Далекосхідного краю.
У жовтні 1929 — вересні 1930 року — відповідальний секретар Клинцовського окружного комітету ВКП(б) Західної області.
У 1930 році — голова Західної обласної контрольної комісії ВКП(б).
У жовтні 1930 — лютому 1934 року — заступник завідувача організаційно-інструкторського відділу Центральної контрольної комісії ВКП(б) та член колегії Народного комісаріату робітничо-селянської інспекції СРСР.
У лютому 1934 — квітні 1936 року — заступник керівника і член групи Комісії партійного контролю при ЦК ВКП(б) із постачання, радянської торгівлі та споживчої кооперації.
У квітні 1936 — серпні 1937 року — уповноважений Комісії партійного контролю при ЦК ВКП(б) по Красноярському краю.
21 серпня — 15 листопада 1937 року — в.о. голови виконавчого комітету Красноярської крайової ради.
У жовтні 1937 — листопаді 1938 року — член, керівник групи освіти та охорони здоров'я Комісії партійного контролю при ЦК ВКП(б).
16 листопада 1938 року виведений із складу Комісії партійного контролю при ЦК ВКП(б).
У лютому — жовтні 1939 року — заступник керуючого тресту «Комунбуд» Народного комісаріату комунального господарства РРФСР.
У жовтні 1939 — лютому 1945 року — заступник начальника Головного управління їдалень, ресторанів та кафе «Головресторан» Народного комісаріату торгівлі СРСР; начальник Головного управління залізничних буфетів та вагонів-ресторанів Центру («Головдорбуфет Центру») Народного комісаріату торгівлі СРСР.
У лютому 1945 — грудні 1951 року — заступник начальника 6-го головного управління Міністерства суднобудівної промисловості СРСР.
У січні 1952 — грудні 1953 року — заступник директора ремонтного заводу № 6 Міністерства суднобудівної промисловості СРСР у місті Богородську Горьковської області.
У грудні 1953 — 1957 року — директор ательє № 31 міста Москви.
З 1957 року — персональний пенсіонер у Москві.
Помер 9 грудня 1976 року в Москві. Похований в колумбарії Новодівочого цвинтаря Москви.

## Нагороди
- орден Леніна